# Oceanodroma monteiroi
Oceanodroma monteiroi là một loài chim trong họ Hydrobatidae.